# Yannick Bokolo
Yannick Bokolo (Kinshasa, República democrática del Congo, 19 de junio de 1985) es un  baloncestista francés. Con una altura de 1,88 m, su posición en la cancha es la de Escolta. Por su tipo de juego, ha sido comparado con Leandrinho Barbosa

## Clubes
- 2003-2008 Le Mans Sarthe Basket
- 2008-2014 BCM Gravelines
- 2014-**** ÉB Pau-Orthez